# Iguarassua
Iguarassua is een geslacht van hooiwagens uit de familie Stygnidae.
De wetenschappelijke naam Iguarassua is voor het eerst geldig gepubliceerd door Roewer in 1943. 

## Soorten
Iguarassua is monotypisch en omvat slechts de volgende soort:
- Iguarassua schubarti